# Bryales

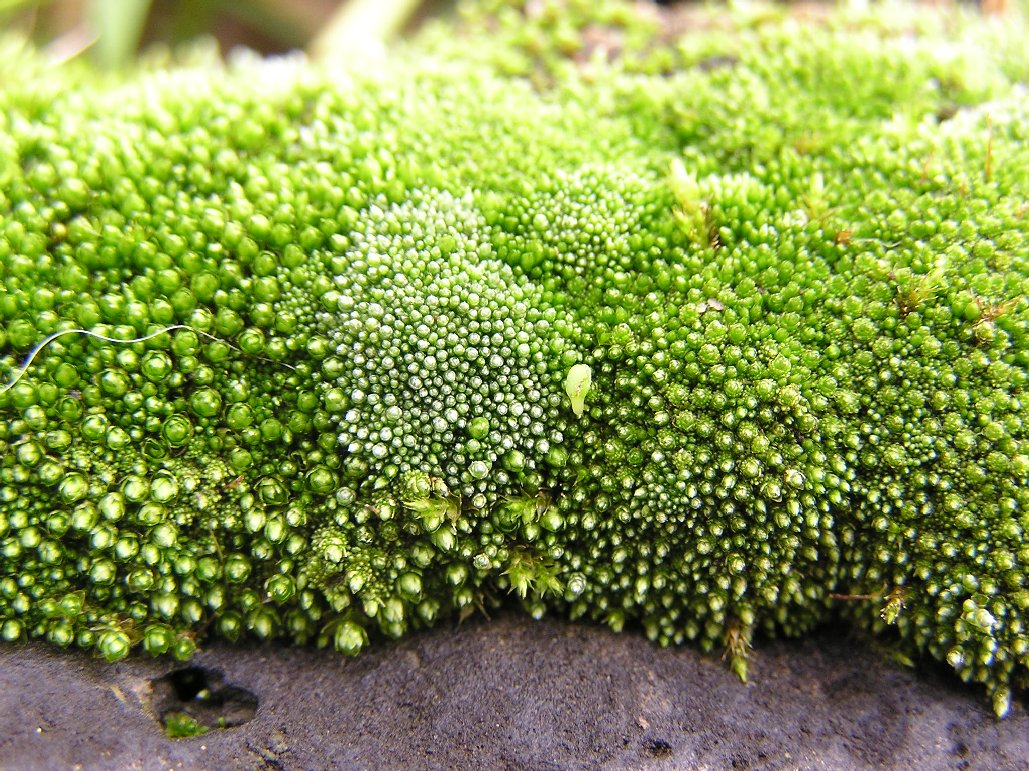
Bryum argenteum e Bryum capillare no coroamento de um muro.

Bryales é uma ordem de musgos pertencentes à subclasse Bryidae da classe Bryopsida. A ordem, filogeneticamente muito antiga, apresenta elevada diversidade, agrupando 6 famílias com cerca de 1700 espécies.

## Descrição
As espécies integradas na ordem Bryales são musgos acrocárpicos.
Com exceção da família Pulchrinodaceae, não ocorreram casos de pseudoparafilia. As células das lâminas dos filídios são alongadas, prosenquimáticas (isto é com paredes espessas e lenhosas) e lisas. A nervura dos filídios é simples, sendo mais evidente principalmente nos géneros Bryum e Mnium.
O peristoma é do tipo Bryum. Entre cada segmento do endostoma existem de um a cinco cílios. Por vezes, o peristoma é reduzido, raramente completamente ausente.
O agrupamento Bryales é muito antigo, sendo conhecidos fósseis atribuídos a estes musgos datados do Pérmico. São conhecidos também vários géneros considerados extintos que se parecem muito com os Bryales na sua estrutura foliar, nomeadamente na nervura, rede celular e presença de filídios ("folhas") com margem envaginada.

## Sistemática
A ordem Bryales inclui as seguintes famílias::
- Família Bryaceae
- Família Leptostomataceae
- Família Mniaceae
- Família Phyllodrepaniaceae
- Família Pseudoditrichaceae
- Família Pulchrinodaceae

O ordem com a presente circunscrição taxonómica é monofilética conforme demonstrado a partir de dados obtidos em estudos de genética molecular.
Em tempos esta ordem teve uma circunscrição taxonómica mais alargada e incluiu as espécies que agora formam a ordem Rhizogoniales e a família Catoscopiaceae.
Rhizomnium dentatum, uma espécie de um género de Mniaceae, o género Rhizomnium, foi descrita a partir de gametófitos fósseis preservados em âmbar do Báltico.

## Galeria

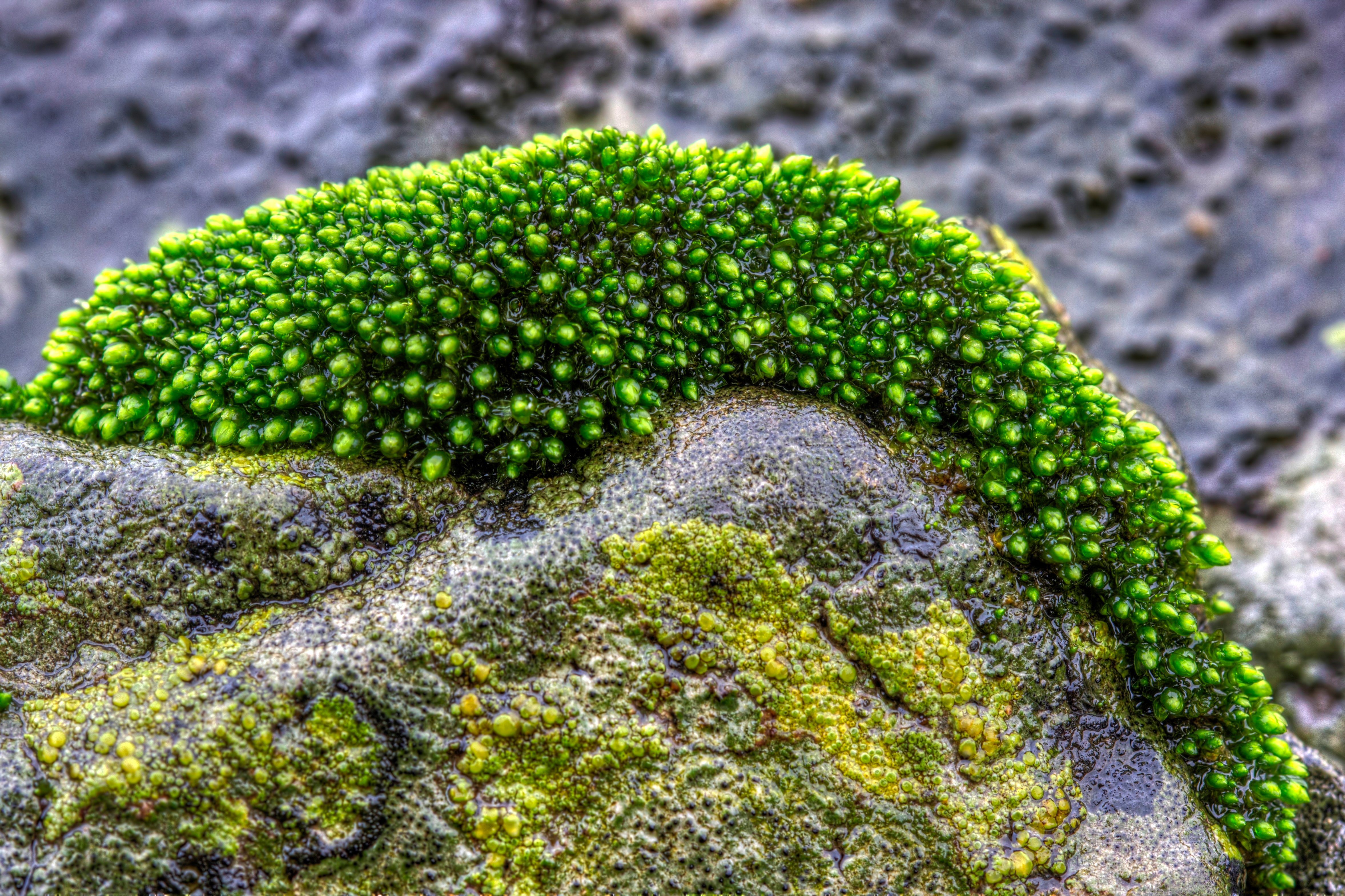
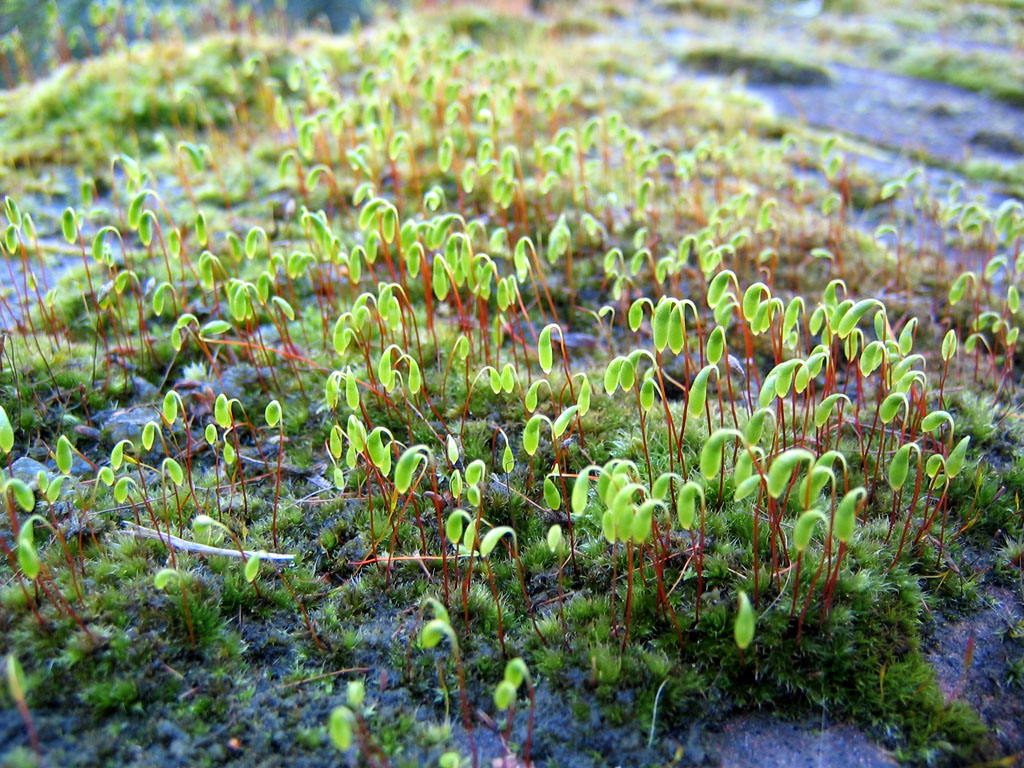
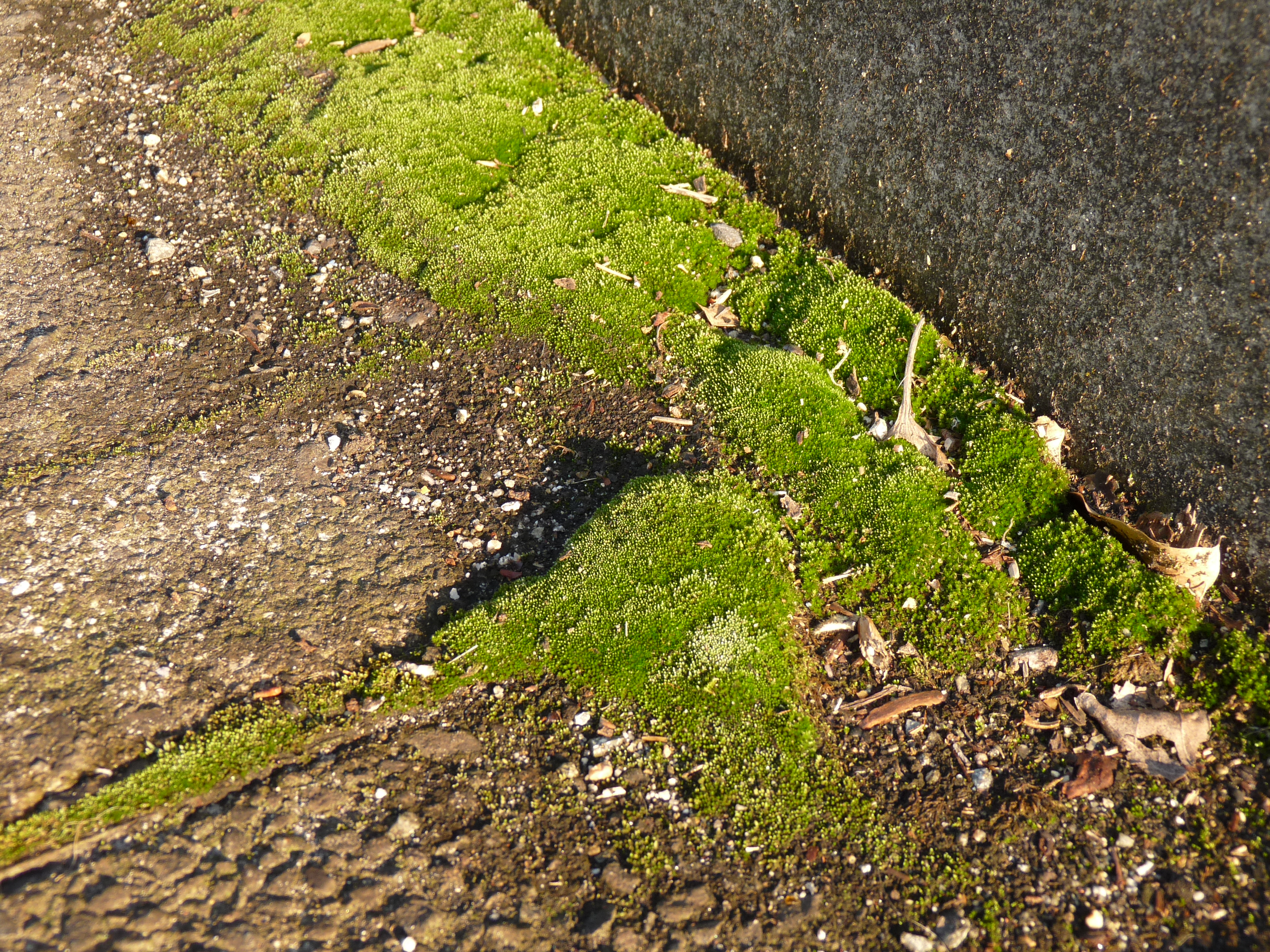
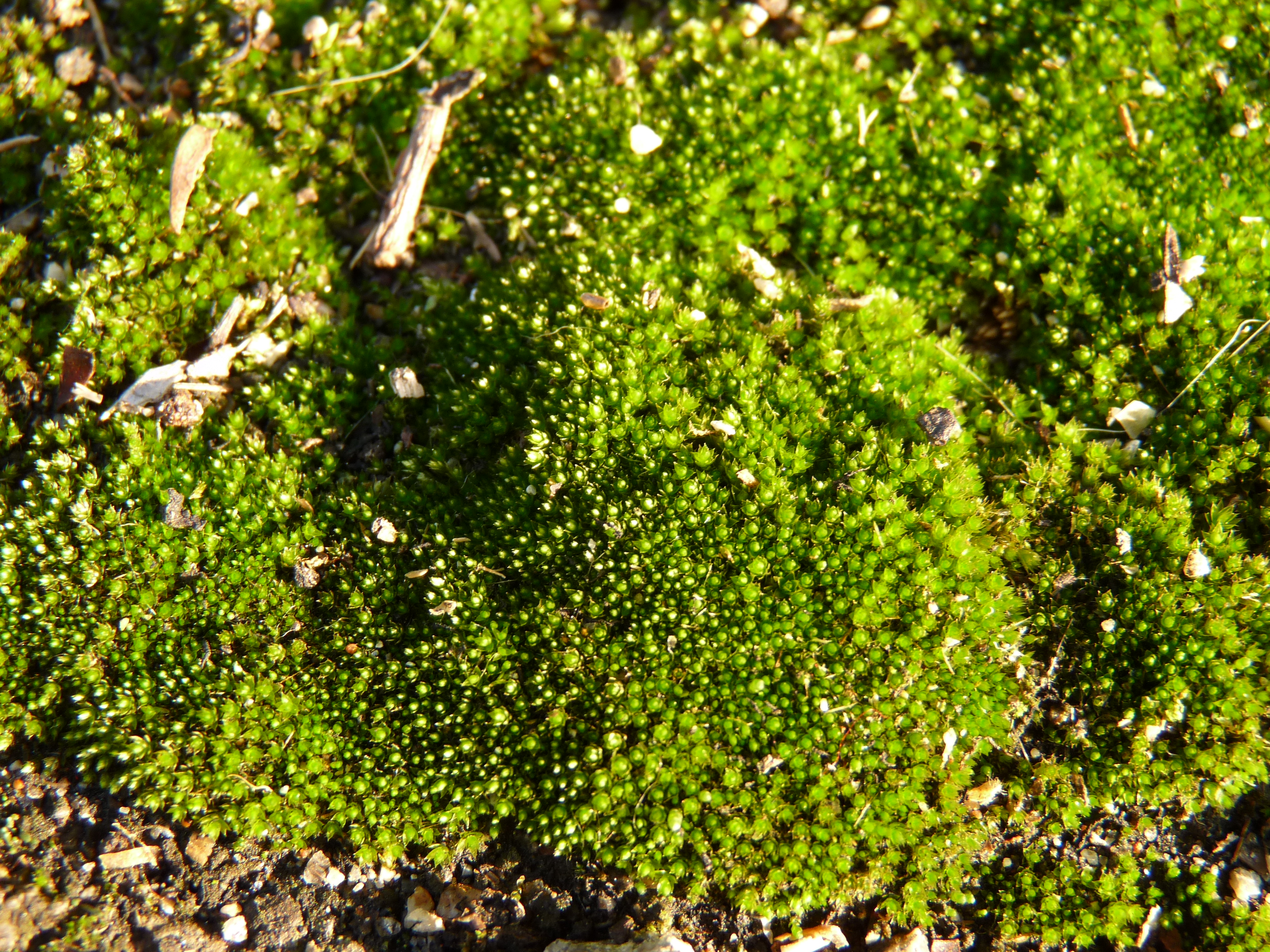
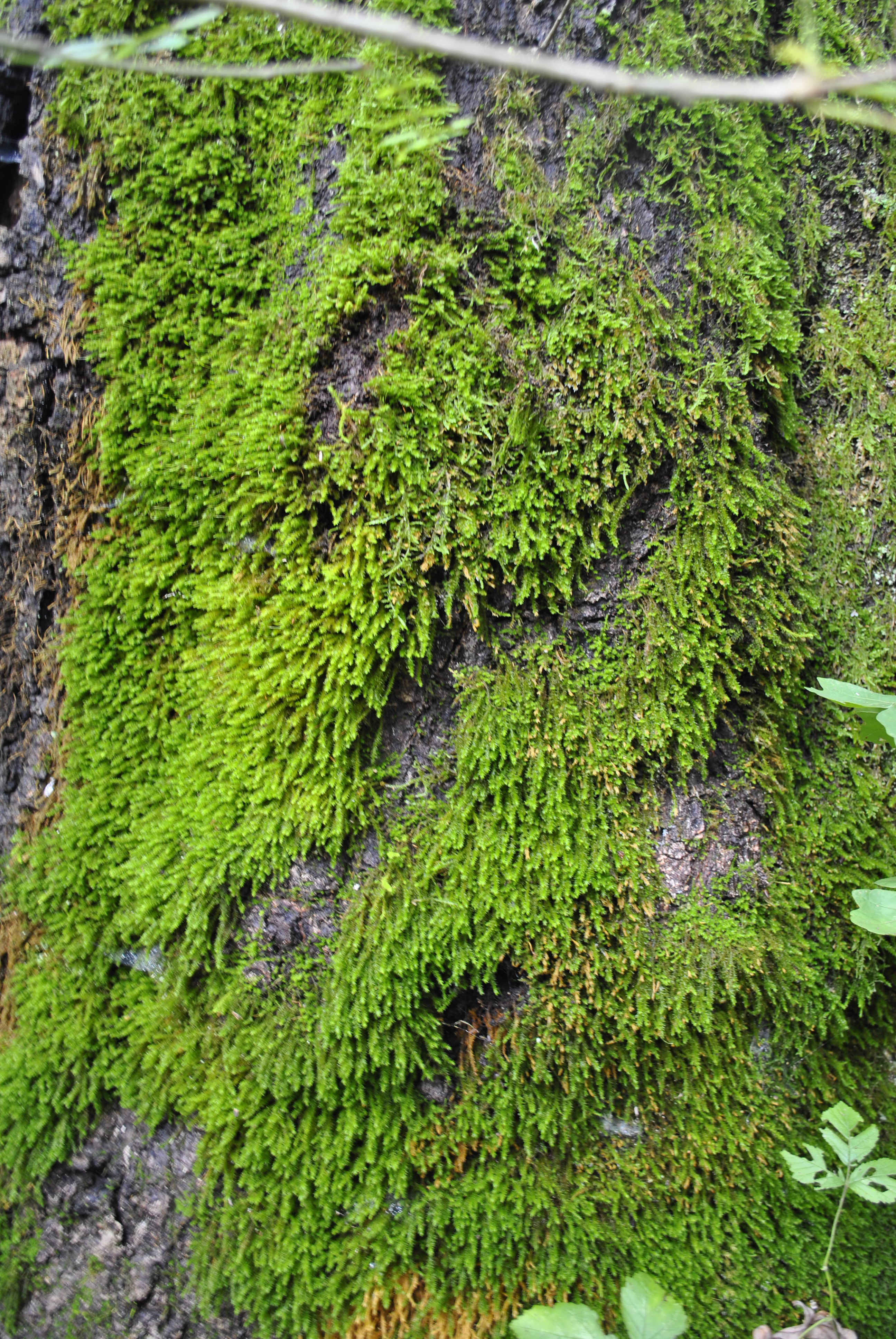
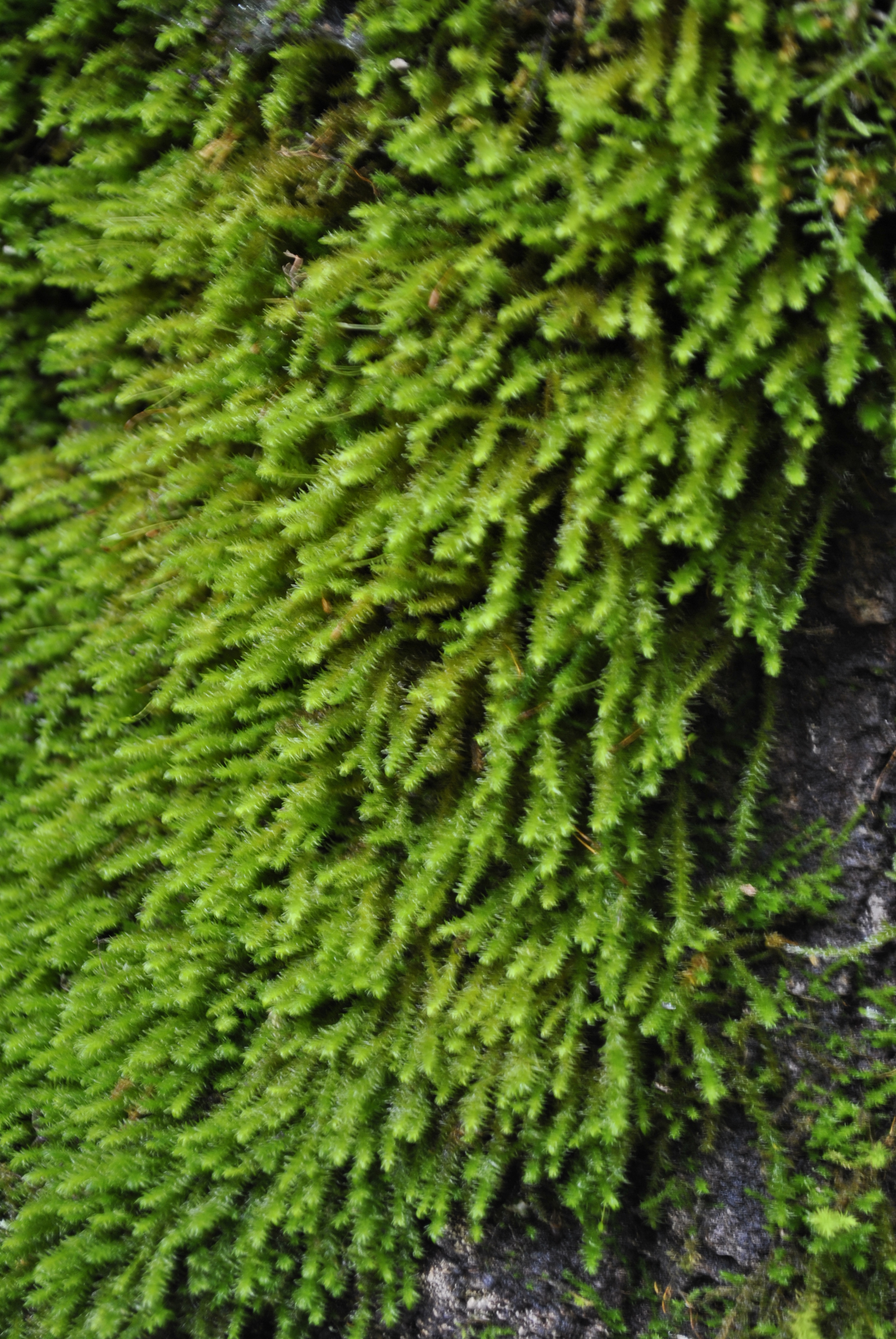